# 罗布镇
罗布镇，是中华人民共和国云南省昭通市威信县下辖的一个乡镇级行政单位。
2011年，云南省人民政府批复同意撤销罗布乡，设立罗布镇。

## 行政区划
罗布镇下辖以下地区：
罗布村、青龙村、桃坝村、簸火村、簸箕村、新庄村、黑龙村、郭家村、新田村、顺河村和庙坪村。